# Liste der Baudenkmäler in Detmold-Oettern-Bremke
Die Liste der Baudenkmäler in Detmold-Oettern-Bremke enthält die denkmalgeschützten Bauwerke auf dem Gebiet von Detmold-Oettern-Bremke in Nordrhein-Westfalen (Stand: September 2024). Diese Baudenkmäler sind in der Denkmalliste der Stadt Detmold eingetragen; Grundlage für die Aufnahme ist das Denkmalschutzgesetz Nordrhein-Westfalen (DSchG NRW).
| Bild                                  | Bezeichnung                           | Lage                             | Beschreibung | Bauzeit | Eingetragen seit | Denkmal- nummer |
| ------------------------------------- | ------------------------------------- | -------------------------------- | ------------ | ------- | ---------------- | --------------- |
| Fachwerk-Leibzuchtgebäude             | Fachwerk-Leibzuchtgebäude             | Bremke Bremker Straße 115a Karte |              | 1654    | 22. März 1991    | 376             |
| Fachwerkhaus                          | Fachwerkhaus                          | Bremker Straße 88 Karte          |              |         | 6. Juni 1991     | 379             |
| Leibzuchtgebäude mit Stallerweiterung | Leibzuchtgebäude mit Stallerweiterung | Bremker Straße 90 Karte          |              |         | 7. Juni 2006     | 619             |
| BW                                    | ehemaliges Bauernhaus                 | Lemgoer Straße 244 Karte         |              | 1584    | 29. April 2013   | 694             |

- Karte mit allen Koordinaten:
- OSM |
- WikiMap